# 雲遊天下
『雲遊天下』（うんゆうてんか）は、日本の出版社であるビレッジプレスより刊行されている文芸雑誌である。
1970年代サブカルチャーを中心。編集長は、村元武。一時休刊していた。

## 連載された小説
- 光山明美『ブルー・リバー』
- 中川五郎『like fathar,like son』